# Carmo di Brocchi
Il Carmo di Brocchi (1.610 m s.l.m.) è una montagna delle Alpi Liguri (sottosezione Alpi del Marguareis).

## Toponimo
Un tempo la montagna era denominata Monte dei Brocchi. Il termine Carmo compare in numerosi altri toponimi liguri con il significato di Monte.

## Descrizione

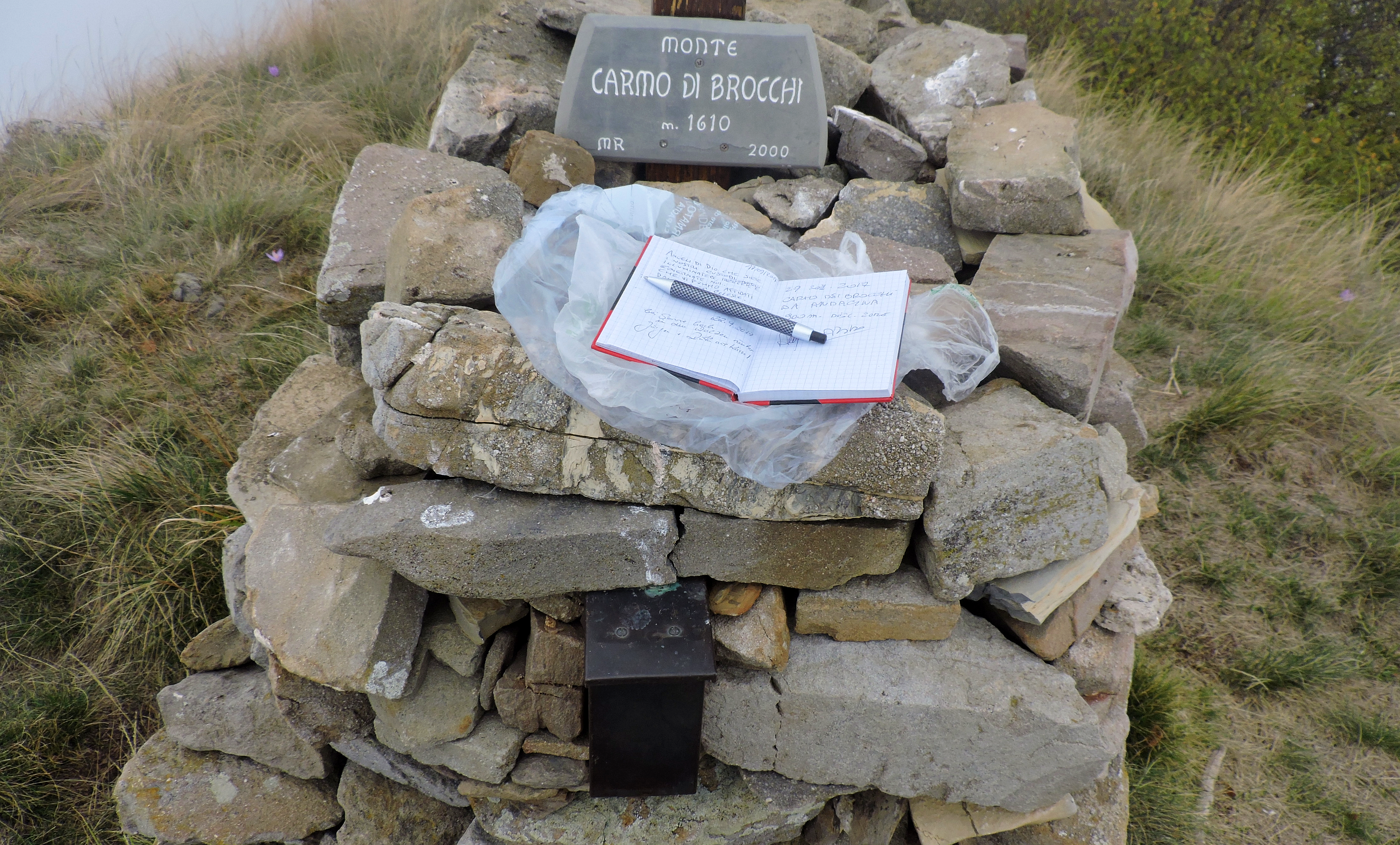
Il libro di vetta sulla cima del monte

Il Monte Carmo di Brocchi si trova sullo spartiacque che divide la Valle Argentina (a ovest) dalla valle della Giara di Rezzo (a est). Amministrativamente appartiene alla provincia di Imperia e si trova sul confine tra i territori comunali di Molini di Triora e Rezzo. Sulla cima sorge un pilone votivo sormontato da una piccola croce di vetta. La prominenza topografica della montagna è di 156 metri. 

## Accesso alla cima
Il Carmo di Brocchi può essere raggiunto per sentieri e tracce di passaggio dal Passo della Teglia o dal Passo della Mezzaluna.

## Protezione della natura
La montagna è collocata sul confine del Parco naturale regionale delle Alpi Liguri. Nella zona viene spesso segnalata la presenza del gallo forcello e vive un branco di camosci.